# قول تبه يابه
قول تبه يابه وهي قرية تقع في ناحية قوشتبة في قضاء سهل أربيل في محافظة أربيل شمال العراق.